# 瓜生良介
瓜生 良介（うりゅう りょうすけ、1935年3月3日 - 2012年9月5日）は、日本の演出家、鍼灸師。劇団「発見の会」主宰。「ウリウ治療室」を開設し「快医学」を提唱。発見の会は「最初のアングラ劇団」と言われる。青年劇場の瓜生正美は兄。

## 来歴
1935年（昭和10年）、福岡県若松市（現・北九州市）に生まれる。兄たちの影響で、小中学生のころより劇団や人形劇に携わる。15歳のとき父が死去。1951年、若松高校に入学、演劇部に入部。18歳のとき家が破産。
1954年、19歳で上京。黒雅舎で印刷工として働く。1956年、舞台芸術学院に入学。1958年、劇団「舞芸座」の演出部に所属（23歳）。演出家・土方与志に師事。シェイクスピアの『ベニスの商人』、花田清輝の『泥棒論語』で舞台監督助手を務める。1959年、土方が死去。
1961年、廣末保作「悪七兵衛景清」を武智鉄二が演出。助手を務める。8月、総会で「劇団内階層制の廃止」を提唱する。1962年、内田栄一の最初の戯曲『表具師幸吉』を上演。瓜生が初めて演出を担当（27歳）。1963年、共産党系のメンバーが脱退し、舞芸座は解体消滅する。

### 発見の会
1964年、2月、「発見の会」創立（29歳）。文学者たちの集団「鴉の会」と共同で新しい演劇運動を起こすという、花田清輝の構想で始まった。内田栄一も参加し、劇団名を発案する。7月、廣末保作『新版四谷怪談』を上演するが、失敗。第一次「発見の会」は分裂解体する。
1965年、牧口元美、月まち子らと第二次「発見の会」を結成（30歳）。5月、信濃町駅前の千日谷会堂で定期的な演劇活動を開始。1966年、3月、竹内健が執筆した戯曲「ワクワク学説」を、瓜生の演出で上演。7月、内田栄一作「ゴキブリの作りかた」を上演（美術・ワダエミ）。9月、今野勉作「一宿一飯」上演（音楽・石井真木）。今野はTBSで内田が書いたドラマを演出していた（「七人の刑事」）。内田はつぎの「流れ者の美学」上演のあと、瓜生と衝突し、訣別。今野は、つぎに「エンツェンスベルガー“政治と犯罪”よりの幻想」を書く。佐藤重臣はこの時期の発見の会を「かなり突出していた」と評す。
1967年、上杉清文など十数名の研究生が入団。上杉と内山豊三郎が共作した『此処か彼方処か、はたまた何処か？』を上演。「アングラの傑作」といわれ、再演を重ねた。1968年、「演劇センター68」に参加、地方公演を行う。9月、芥正彦の劇団駒場と合同公演。12月、研究生が集団脱退。第二次「発見の会」消滅。1970年～71年、上杉作の「紅のアリス兇状旅」シリーズで全国を巡業したのち、演劇活動を休止する。第三次「発見の会」も終了。

### 鍼灸師
1972年10月、早稲田鍼灸専門学校に入学（37歳）。横井庄一の帰還を機に、逃亡兵たちの聞き書きを開始。このころから、印刷工場でアルバイト。登山に熱中する。1975年5月、鍼灸師の資格を取得（40歳）。映画「味覚革命論序説」を制作。第四次「発見の会」形成（「演劇集団発見の会」から「クリエイティブ・アクションズ発見の会」に改名）。豊田勇造をプロモートする活動を始める。
1978年、7月、七年ぶりに演劇活動を再開。10月、「ウリウ治療室」を開設（43歳）。それまで、鍼灸の仕事は往診でおこなっていた。1979年ごろ、仙台の医師・橋本敬三の「操体法」を知る。その後、多田政一の「綜統医学」を知り、操体法との組み合わせを考える。演劇活動は、1981年までに七回の公演を実施。
1983年、韓国ソウルで、シェイクスピアの「十二夜」（岩田宏訳）を上演。高評価を受ける。1984年、「韓日フェスティバル（マダンの宴）」を開催。韓国の演劇と映画を招聘した。1985年、大村恵昭が考案したO-リングテストを知り、診断法として使用し始める。その他、尿療法、断食療法など、自然療法を組み合わせて、治療のシステムを確立していく。1988年、『話の特集』に「快医学講座」の連載開始。1990年、韓国映画「馬鹿宣言」を輸入公開。
1991年、「世界快医学ネットワーク」を設立（56歳）。以降、晩年まで「快医学」の普及に努めた。演劇活動も継続している。2004年、発見の会40周年記念公演『花田・アングラ・清輝』を演出。2012年、肺炎のため死去（77歳）。

## エピソード
- 俳優の斎藤晴彦は、一時期「発見の会」に在籍していた（1967年ごろ）。
- 牧口元美は『ひらけ!ポンキッキ』で、ガチャピンの着ぐるみに入っていた。ムック役も「発見の会」初期メンバーの坂口俊[11]。
- 俳優の田口トモロヲは、第四次「発見の会」に参加（1978-1983）[12]。
- 渋さ知らズは、「発見の会」の劇伴がきっかけで結成された（1989年）[13]。
- 転形劇場の太田省吾は、演出助手として第一次「発見の会」に参加していた（1964年）[14]。

## 著書
- 『小劇場運動全史：記録・発見の会』、造形社、1983年。
- 『証言記録 敵前逃亡：生きている陸軍刑法』、新人物往来社、1974年。
- 『〈証言〉日本のアングラ』、西堂行人編著、作品社、2015年（「瓜生良介と場の演劇」）
- 『快医学』、徳間書店、1991年。
- 『新・快医学』、徳間書店、1999年1月。
- 『快療法：いのちの法則』、ゼスト、1999年10月。

## 雑誌記事
- 「劇団舞芸座の場合・各劇団の主張」（『新劇』1963年11月号）
- 「演劇集団「発見の会」をつくって」（『新劇』1964年5月号）
- 「発見の会 ねっけつまるかじりぼうけんたん」（『同時代演劇』1970年第3号、演劇センター68/70出版委員会）